# Microsternus
Microsternus (лат.) — род жуков из семейства грибовиков, трибы Dacnini.

## Описание
Тело жуков удлиненное. За постмандибулярных лопастями на голове имеется ямка. Три вершинных членика усиков образуют булаву. Вершинные членики щупиков заостренные, сенсорная область ограничена вершиной. Переднеспинка без глубокой бороздки по бокам и её край (при рассмотрении сбоку) сужен. Среднегрудь почти скрыта отростком переднегруди. Лапки пятичлениковые, последний их членик удлинённый. Надкрылья выпуклые. Брюшко без метакоксальных (заднетазиковых) линий на первом видимом стерните.

## Классификация
В состава рода включают следующие виды
- Microsternus bhutanensis (Chûjô, 1975)
- Microsternus cribricollis (Gorham, 1895)
- Microsternus crotchi (Lewi, 1887)
- Microsternus javanus (Deelder, 1942)
- Microsternus nakanoi (Narukawa, 2004)
- Microsternus pengzhongi Dai & Zhao, 2013
- Microsternus perforatus (Lewis, 1883)
- Microsternus puncticollis (Heller, 1918)
- Microsternus quatei (Chûjô, 1968)
- Microsternus queenslandicus (Heller, 1918)
- Microsternus sumatranus (Deelder, 1942)
- Microsternus tokioensis (Nakane, 1961)
- Microsternus tricolor  Lewis, 1887)
- Microsternus ulkei (Crotch, 1873)
- Microsternus yamadai (Chûjô & Shibata, 1963)

## Распространение
Встречаются преимущественно в Азии, по одному виду отмечены в Австралии и Америке.